# Fertrève
Fertrève és un municipi francès, situat al departament del Nièvre i a la regió de Borgonya - Franc Comtat. L'any 2007 tenia 118 habitants.

## Demografia

### Població
El 2007 la població de fet de Fertrève era de 118 persones. Hi havia 48 famílies, de les quals 16 eren unipersonals (4 homes vivint sols i 12 dones vivint soles), 16 parelles sense fills i 16 parelles amb fills.
La població ha evolucionat segons el següent gràfic:
Habitants censats

### Habitatges
El 2007 hi havia 99 habitatges, 52 eren l'habitatge principal de la família, 37 eren segones residències i 10 estaven desocupats. Tots els 99 habitatges eren cases. Dels 52 habitatges principals, 42 estaven ocupats pels seus propietaris i 10 estaven llogats i ocupats pels llogaters; 6 tenien dues cambres, 13 en tenien tres, 10 en tenien quatre i 23 en tenien cinc o més. 43 habitatges disposaven pel capbaix d'una plaça de pàrquing. A 23 habitatges hi havia un automòbil i a 21 n'hi havia dos o més.

### Piràmide de població
La piràmide de població per edats i sexe el 2009 era:
| Homes | Edats   | Dones |
| ----- | ------- | ----- |
| 0     | 95 o +  | 0     |
| 4     | 90 a 94 | 4     |
| 0     | 85 a 89 | 12    |
| 4     | 80 a 84 | 8     |
| 0     | 75 a 79 | 8     |
| 12    | 70 a 74 | 8     |
| 20    | 65 a 69 | 8     |
| 12    | 60 a 64 | 12    |
| 4     | 55 a 59 | 8     |
| 16    | 50 a 54 | 20    |
| 24    | 45 a 49 | 16    |
| 20    | 40 a 44 | 16    |
| 28    | 35 a 39 | 28    |
| 24    | 30 a 34 | 20    |
| 12    | 25 a 29 | 20    |
| 12    | 20 a 24 | 12    |
| 8     | 15 a 19 | 8     |
| 16    | 10 a 14 | 8     |
| 16    | 5 a 9   | 12    |
| 16    | 0 a 4   | 16    |

## Economia
El 2007 la població en edat de treballar era de 77 persones, 52 eren actives i 25 eren inactives. De les 52 persones actives 41 estaven ocupades (24 homes i 17 dones) i 11 estaven aturades (7 homes i 4 dones). De les 25 persones inactives 6 estaven jubilades, 3 estaven estudiant i 16 estaven classificades com a «altres inactius».

### Ingressos
El 2009 a Fertrève hi havia 56 unitats fiscals que integraven 130 persones, la mediana anual d'ingressos fiscals per persona era de 13.682 €.

### Activitats econòmiques
Dels 3 establiments que hi havia el 2007, 2 eren d'empreses immobiliàries i 1 d'una empresa de serveis.
L'únic servei als particulars que hi havia el 2009 era una agència immobiliària.
L'any 2000 a Fertrève hi havia 12 explotacions agrícoles que ocupaven un total de 1.022 hectàrees.

## Poblacions properes
El següent diagrama mostra les poblacions més properes.